# Tautendorf (Türingia)
Tautendorf település Németországban, azon belül Türingiában. Lakosainak száma 138 fő (2023. december 31.). Tautendorf Lindenkreuz, Eineborn és Renthendorf községekkel határos.

## Népesség
A település népességének változása:
| Lakosok száma | 143  | 142  | 144  | 144  | 138  |
|               | 2017 | 2019 | 2021 | 2022 | 2023 |